# Elachertus anthophilae
Elachertus anthophilae är en stekelart som beskrevs av Boucek 2002. Elachertus anthophilae ingår i släktet Elachertus och familjen finglanssteklar. Inga underarter finns listade i Catalogue of Life.